# Громадянська війна в Стародавньому Римі (49—45 до н. е.)
Громадянська війна в Стародавньому Римі (49—45 роки до н. е.) — боротьба за владу між Гаєм Юлієм Цезарем та Гнеєм Помпеєм Великим і його синами, що зрештою призвела до остаточного занепаду Римської республіки.

## Передумова
У 50-х роках до н. е. Римська республіка остаточно вступила до складної внутрішньої політичної, соціальної та економічної кризи. Республіканські інститути були вже не в змозі здійснювати управління величезними територіями, а також забезпечувати інтереси різних верств населення. Назріла необхідність з одного боку, забезпечити захист інтересів великих латифундистів та рабовласників, з іншого боку, забезпечити землею збіднілих громадян. За зміни виступала партія популярів, що утворилася ще за часи Тиберія та Гая Гракхів, намагалася здобути перевагу за народного трибуна Луція Аппулея Сатурніна та військовика Гая Марія. До цієї партії належав представник аристократів Гай Цезар. Їм протидіяла партія оптиматів, що відстоювала консерватизм у внутрішній політиці. Зрештою небажання оптиматів реформувати державу призвело до численних громадянських війн. Особливо жорсткою була боротьба у 80-х роках до н. е. між Марієм та Суллою. Перемога останнього та оптиматів не вирішила проблем.
Утворення першого тріумвірату між Цезарем, Ліцинієм Крассом та Гнеєм Помпеєм мало на меті владнати накопичені проблеми. Проте це було компромісним рішенням. Після загибелі Красса та смерті доньки Цезаря і дружини Помпея — Юлії тріумвірат фактично розпався. Така ситуація неминуче вела до військового протистояння між Цезарем та сенатом, що спирався на Помпея. Водночас амбіції Гая Цезаря після успішного завершення Галльської війни спонукала до бажання посилити свою вагу у державі та провести основні ідеї популярів у життя. Втім це виявилося неможливим.

## Війна 49 року до н. е.
У 49 році до н. е. Цезар перейшов річку Рубікон, що відокремлювала провінцію Цизальпійську Галлію від Італії. А згідно закону Сулли римська армія не мала права вступати до Італії. Це означало оголошення війни. Тоді ж було захоплено м. Арімін, де його очікували прихильники, що втекли з Риму. Згодом було захоплено також міста Пізавр, Анкона, Аррецій.
У Римі було скликано засідання сенату, де після запеклих дебатів з ініціативи Катона було прийнято рішення вручити верховне командування Помпею. Останній прийшов до висновку про необхідність покинути Рим, закликав магістратів і сенаторів наслідувати його приклад, додавши, що тих, хто не відгукнеться на цей заклик, він буде вважати ворогами вітчизни і прихильниками Цезаря.
Помпей залишив Рим 17 січня, консули і значна частина сенаторів — 18 січня. Від'їзд був настільки поспішним, що не встигли здійснити належних з нагоди війни жертвопринесень та вивезти державну скарбницю.
Цезар у Аріміні зустрівся з претором Росцієм та Луцієм Юлієм Цезарем-молодшим, помпеянцем. Цезар наголосив на готовності розпустити військо одночасно з Помпеєм, а після цього взяти участь у виборах, не порушуючи звичайного порядку. Посередники повернулися до Помпея і консулів 23 січня, заставши їх уже в Капуї, проте пропозиції Цезаря не були прийняті.
Слідом за цим Цезар рішуче рушив на Рим. Спочатку захопив м. Ауксум, згодом усю Піценську область. В цей час сили помпеянців були роз'єднані — сам Помпей перебував у Кампанії, а його прихильник — Доміцій Агенобарб — у м. Корфіній. Проте цезаріанці на чолі з Марком Антонієм швидко захопили місто Сульмону, а незабаром й Корфіній.
Довідавшись про падіння Корфінія, Помпей рушив до Брундізія, а потім — у лютому — переправився до Діррахія. Сам Цезар підійшов до Бріндізія набагато пізніше — 9 березня. Після цього рушив до Риму, де захопив державну скарбницю. Він розіслав по найважливіших і найближчим провінціям — Сицилії, Сардинії, Галлії — своїх уповноважених, які повинні були змінити намісників, спрямованих туди сенатом. Водночас Цезар доручив керівництво міськими справами претору Марку Емілію Лепиду, а управління Італією і командування Марку Антонію як своєму легатові. після цього Цезар рушив до Ближньої Іспанії, де стояли війська помпеянців. По дорозі відправив Деціма Юнія Брута Альбіна захопити Массилію, де укріпилися помпеянці.
У Ближній Іспанії Цезарю довелося вести боротьбу проти двох легатів Помпея — Луція Афранія і Марка Петрея. Військові дії зосередилися в районі міста Ілерда. Спочатку вони розвивалися не надто успішно для Цезаря, який опинився в облозі, проте зрештою він зумів перетягнути на свій бік громади іберів та змусити ворогів відступити до областей кельтіберів. У вирішальній битві при Ілерді Цезар розбив Афранія та Петрею і змусив їх здатися. Після цього Цезар рушив до провінції Далека Іспанія, якою керував помпеянець Марк Теренцій Варрон. Війська останнього перейшли на бік цезаріанців, а сам Варрон здався Цезарю у Кордубі (сучасна Кордова).
Слідом за цим Цезар рушив через Гадес (сучасний Кадіс), Тарракон висадився у Массилії, яка все ще знаходилася в облозі цезаріанців. Тут він довідався про оголошення його диктатором. Це рішення провів претор Емілій Лепід. В цей Куріон захопив Сицилію та висадився в Африці, де спочатку переміг при Утікі, проте потім зазнав поразки від військ Публія Атія Вара та нумідійського царя Юби I при річці Баград. Також цезаріанці зазнали поразки у провінції Іллірик від військ помпеянців Октавія та Скрибонія. У підсумку цезаріанці контролювали Іспанію, Сардинію, Корсику та Сицилію.
Цезар терміново змушений був повернутися до Цізальпійської Галлії, де у Плаценції повстав IX легіон. Зрештою цей бунт вдалося придушити мирно. У Римі Цезар провів вибори консулів, якими стали сам Цезар та Публій Сервілій Ватія Ісаврик. Водночас проводилися у життя реформи популярів та готувалися сили для війни проти Помпея.
Наприкінці року Цезар висадився в Епірі, де зайняв важливі приморські міста — Орік, Аполлонію, проте зайняти Діррахій не вдалося. Водночас з моря блокаду цезаріанців здійснював Марк Бібул.

## Війна 48 року до н. е.
Облогу вдалося прорвати Марку Антонію та Фуфію Калену у квітні 48 року до н. е. До липня тривала позиційна боротьба між помпеянцями та цезаріанцями. У липні 48 року до н. е. Цезар зазнав відчутної поразки від Помпея при Діррахії. Після цього цезаріанці рушили через Македонію до Фессалії, де захопили міста Гомфра та Метрополь, після цього підійшли до Лариси.
В цей час у Римі владу цезаріанців намагався повалити Марк Целій Руф, але це йому не вдалося. Він втік до м. Турії, де здійснив спробу зібрати війська, але не досяг бажаного й зрештою загинув.
На Балканах слідом за Цезарем до Фессалії рушив Помпей, що тут приєднав до себе додаткові сили. В результаті армія Помпея у 1,5 рази стала перевищувати армію Цезаря. Проте у вирішальній битві при Фарсалі цезаріанці завдали помпеянцям рішучої поразки. Помпей втік до м. Мітилена на о. Лесбос, де перебувала його родина, після цього рушив до Єгипту, де його було вбито за наказом Птолемея XIII.
У Римі після цих подій народ розбив статуї Сулли і Помпея, що стояли на рострах. Сенатом та народними зборами Цезарю дано право вживати по відношенню до помпеянців будь-які заходи, право оголошення війни і укладення миру без санкції сенату і народу, право протягом найближчих п'яти років щорічно виставляти свою кандидатуру на консульських виборах, рекомендувати на виборних комиціях народу своїх кандидатів (крім народних трибунів), розподіляти преторські провінції не по жеребу, а на свій власний розсуд. Йому навіть було декретовано право на майбутній тріумф у майбутній війні проти нумідійського царя Юби.
Цезар призначив проконсула провінції Азія Доміція Кальвіна, прокоснулом Ахайї Фуфія Калена. Сам же Цезар відправився до Іліона у Малій Азії. Після цього рушив через Родос до Єгипту на чолі із 3200 легіонерів та 800 кіннотників, де опинився у жовтні. Тут вступив у конфлікт із радниками єгипетського царя з приводу вимагання боргу Єгипту у 10 млн сестерціїв. Відмова в цьому призвела до втручання у конфлікт між Птолемеєм XIII та його сестрою-дружиною Клеопатрою VII.

## Війна 47 року до н. е.
Зрештою Цезар опинився в облозі на невеличкій частині столиці Олександрії Єгипетської. Ситуацію врятував Мітридат Пергамський. Їх об'єднані сили завдали ворогові поразку у битві в дельті Ніла (27 березня 47 року до н. е.), де загинув цар Птолемей, а владу від Цезаря отримала Клеопатра.
В цей час проти намісника Азії Доміція Кальвіна виступив Фарнак II, син понтійського царя Мітрідата Евпатора. Кальвін зазнав поразки у битві при Нікополі. В Іспанії розпочалася боротьба між Марком Марцеллом та Квінтом Кассієм Лонгіном. Проте в Дальній Іспанії положення врятував Марк Емілій Лепід, а новим намісником став Гай Требоній. Водночас в Африці накопичували сили помпеянці на чолі із Катоном.
Для контролю над Італією Марка Антонія було призначено заступником диктатора — начальником кінноти. Сам Цезар висадився у Тарсі (Кілікія), після чого рушив проти Фарнака II, якому завдав поразку 2 серпня 47 року до н. е. у битві при Зелі. По результатах битви відновлено владу Риму над Понтом, союзники Цезаря — Мітридат Пергамський отримав тетрахію в Галатії, Дейотар зберіг владу над іншою частиною Галатії, Аріобарзан з Каппадокії став царем Малої Вірменії. Після цього Цезар перебирається до Італії. Тут обираються консули-суфекти — Публій Ватіній та Фуфій Кален. Розпочалася підготовка до африканської кампанії. Було сформовано ще один легіон — Legio XXVIII.
У грудні армія цезаріанців в складі 6 легіонів висадилася біля м. Гадрумента (Африка), але усі атаки цезаріанців відбив комендант гарнізону — помпеянець Гай Консідій.

## Війна 46 року до н. е.
На новий рік консулами стали сам Цезар та Марк Емілій Лепід. Деякий час цезаріанці діяли біля м. Лептіс, що підтримав Цезаря. Потім їх військо перейшло до м. Руспіни. Тут 4 січня відбулася битва, в якій цезаріанці зазнали відчутних втрат. Становище врятувало тільки те, що помпеянець Марк Петрея не став продовжувати наступ, дозволивши Цезарю відступити до військового табору.
Цезарю вдалося попередити об'єднання військ своїх ворогів — Сципіона, Лабієна та царя Юби. В цей час до Нумідії вдерся Бокх, цар Мавретанії, та цезаріанець Публій Сіттій. після цього бої припинилися до лютого. Отримавши нові підкріплення Цезар рушив до м. Узіта, під час маршу до якого кіннота цезаріанців розбила вершників на чолі із Лабієном. В Узіті цезаріанці доповнилися ще 2 легіонами. Після цього їх армія рушила на м. Тапс. Тут 6 квітня відбулася вирішальна битва, де помпеянці зазнали нищівної поразки. Залишивши після битви 3 легіона поблизу Тапса для подальшої облоги міста (і два легіони у м. Тіздри), Цезар з рештою сил спішно рушив у напрямку до Утіки. Останню зміцнив Катон й готувався до захисту, проте населення виступило проти продовження війни. Утіка капітулювала, а Катон наклав на себе руки.
Помпеянці Фауст Сулла і Луцій Афраній, які намагалися через Мавританію дістатися до Іспанії, були схоплені Сіттієм, який, розбивши одного з військовиків царя Юби, рухався у напрямку до Утіки. За наказом Цезаря вони обидва були вбиті. Згодом Сітій завдав поразки флоту помпеянців на чолі із Метеллом Сципіоном, який також потрапив у полон до цезаріанців. Цар Юба разом з Петреєю втік до Зами, де знаходилися його дружини і діти, й куди були звезені всі його багатства. Проте жителі Зами відмовилися впустити в місто царя і його супутників та навіть звернулися до Цезаря за допомогою. Зрештою Юба та Петрея загинули. До Дальньої Іспанії вдалося втекти Лабиєну, Атію Вару і Гнею і Сексту Помпеям.
На низку африканських міст та громад була накладена контрибуція: жителі Утіки повинні були виплатити 200 млн сестерціїв протягом 3 років, жителі Тапсу також виплачували контрибуцію в 200 млн сестерціїв, мешканці Лептіса були обкладені щорічними поставками 3 млн фунтів (10 тисяч гектолітрів) олії. Намісником Нумідії, що була перетворена на провінцію під назвою Нова Африка, став Саллюстій. У липні армія цезаріанців повернулася до Італії.

## Завершення війни
В провінції Далека Іспанія два легіони перейшли на бік помпеянців, які об'єдналися під орудою Гнея Помпея Молодшого. Помпеянці почали збирати потужну армію. Цезар вимушений був готуватися до нової кампанії. Перед цим своїм заступником Цезар призначив Емілія Лепіда, якому доручено справи Італії. У грудні 46 року до н. е. цезаріанці висадилися в Іспанії. Вирішальна битва відбулася при Мунді 17 березня 45 року до н. е. Напружена битва тривала увесь день, цезаріанцям перемогу приніс рейд вершників на чолі із Богудом, царем Мавретанії. Помпеянці були повністю розбиті.
Цезаріанці захопили Мунду, Кордубу та Гіспал. Останнім здався Гадес. Секст Помпей та Тит Лабієн втекли, проте Гней Помпей потрапив у полон та його було вбито. Міста і громади, що активно підтримували помпеянців, були піддані конфіскаціям й обкладені суворою контрибуцією. Спротив владі Цезаря було повністю придушено. Намісником Дальньої Іспанії призначено Гая Карріну.

## Підсумки
Сенатом було призначено 5-денний подячний молебень на честь перемоги. Сенат дозволив Цезарю з'являтися на всіх іграх в одежі тріумфатора, в лавровому вінку, а також носити високі червоні чоботи. Сенат і народ постановили, щоб Цезарю буде збудовано на Палатині будинок за державний рахунок і щоб дні його перемог були оголошені святковими днями. Під час ігор і процесій його статую зі слонової кістки (simulacrum) проносили на розкішних носилках; статуї Цезаря споруджувалися також в храмі Квірина і серед зображень царів на Капітолії.
Війна була завершена, цезаріанці перемогли, а Гай Цезар перебував на вершині могутності. Військові підрозділи помпеянців були розбиті.